# Medalla Max Planck
Medalla Max Planck és un premi anual atorgat per la Deutsche Physikalische Gesellschaft (DGP) (Societat de Física Alemanya) a aquells que contribueixin amb «èxits destacats en el camp de la física teòrica. És atorgat específicament per a aquest tipus de contribucions, que limiten amb l'obra de Max Planck».

## Premiats
- 1929 Max Planck i Albert Einstein
- 1930 Niels Bohr
- 1931 Arnold Sommerfeld
- 1932 Max von Laue
- 1933 Werner Heisenberg
- 1934 - 1936 no premiat
- 1937 Erwin Schrödinger
- 1938 Louis de Broglie
- 1939 - 1941 no premiat
- 1942 Pascual Jordan
- 1943 Friedrich Hund
- 1944 Walther Kossel
- 1945 - 1947 no premiat
- 1948 Max Born
- 1949 Otto Hahn i Lise Meitner
- 1950 Peter Debye
- 1951 James Franck i Gustav Hertz
- 1952 Paul Dirac
- 1953 Walther Bothe
- 1954 Enrico Fermi
- 1955 Hans Bethe
- 1956 Victor Weisskopf
- 1957 Carl Friedrich von Weizsäcker
- 1958 Wolfgang Pauli
- 1959 Oskar Klein
- 1960 Lew Landau
- 1961 Eugene Wigner
- 1962 Ralph Kronig
- 1963 Rudolf Peierls
- 1964 Samuel Goudsmit i George Uhlenbeck
- 1965 - no premiat
- 1966 Gerhard Lüders
- 1967 Harry Lehmann
- 1968 Walter Heitler
- 1969 Freeman Dyson
- 1970 Rudolf Haag
- 1971 no premiat
- 1972 Herbert Fröhlich
- 1973 Nikolai Bogolubov
- 1974 Léon van Hove
- 1975 Gregor Wentzel
- 1976 Ernst Stueckelberg
- 1977 Walter Thirring
- 1978 Paul Peter Ewald
- 1979 Markus Fierz
- 1980 no premiat
- 1981 Kurt Symanzik
- 1982 Hans-Arwed Weidenmüller
- 1983 Nicholas Kemmer
- 1984 Res Jost
- 1985 Yoichiro Nambu
- 1986 Franz Wegner
- 1987 Julius Wess
- 1988 Valentine Bargmann
- 1989 Bruno Zumino
- 1990 Hermann Haken
- 1991 Wolfhart Zimmermann
- 1992 Elliott H. Lieb
- 1993 Kurt Binder
- 1994 Hans-Jürgen Borchers
- 1995 Siegfried Großmann
- 1996 Ludwig Faddejew
- 1997 Gerald E. Brown
- 1998 Raymond Stora
- 1999 Pierre Hohenberg
- 2000 Martin Lüscher
- 2001 Jürg Fröhlich
- 2002 Jürgen Ehlers
- 2003 Martin Gutzwiller
- 2004 Klaus Hepp «per les seves importants contribucions a la teoria quàntica de camps i física del làser i pel seu treball en el camp de la neurociència».[2]
- 2005 Peter Zoller «per les seves importants contribucions al camp de l'òptica quàntica, en particular, la interacció de la llum làser amb àtoms».[3]
- 2006 Wolfgang Götze «per les seves contribucions significatives a la teoria de la matèria condensada, en particular el desenvolupament de la teoria d'acoblament i la seva aplicació exitosa a la comprensió de la transició vítria».[4]
- 2007 Joel Lebowitz «per les seves contribucions a la física estadística de sistemes en equilibri i fora de l;equilibri, en particular, per la teoria de les transicions de fase, la dinàmica dels sistemes infinits i els estats estacionaris de no equilibri».[5]
- 2008 Detlev Buchholz «per les seves destacades contribucions en el camp de la teoria quàntica».[6]
- 2009 Robert Graham «per les aportacions en el camp de l'òptica quàntica, la mecànica estadística de sistemes estacionaris oberts fora de l'equilibri termodinàmic, els líquids i els gasos quàntics i el caos quàntic».[7]
- 2010 Dieter Vollhardt «per les seves contribucions a la derivació d'una nova teoria de camp mitjà de sistemes quàntics correlacionats, comprensió dels problemes de molts cossos en la teoria quàntica i la matèria condensada».[8]
- 2011 Giorgio Parisi «per les seves contribucions significatives en la física teòrica de partícules i la teoria quàntica de camps i la física estadística».[9]
- 2012 Martin Zirnbauer «per les seves contribucions significatives a la vinculació de la supersimetria i matrius aleatòries i les seves aplicacions en els nuclis, sistemes mesoscòpics desordenats i els sistemes quàntics caòtics, així com a altres àrees de la física matemàtica».[10]
- 2013 Werner Nahm «pel seu treball important en les solucions de monopols magnètics, en teories de Yang-Mills i la seva classificació de les principals teories de cordes per a funcions de partició modulars».[11]
- 2014 David Ruelle «per les seves contribucions fonamentals al camp de la teoria quàntica relativista, la mecànica estadística i la teoria dels sistemes dinàmics amb aplicacions per al problema de l'aparició de turbulències».[12]
- 2015 Viatcheslav F. Mukhanov «en reconeixement de les seves contribucions fonamentals a la cosmologia, en particular,a la causa de la formació de l'estructura de les fluctuacions quàntiques en l'univers primerenc».[13]
- 2016 Herbert Wagner
- 2017 Herbert Spohn
- 2018 Juan Ignacio Cirac Sasturain
- 2019 Detlef Lohse
- 2020 Andrzej J. Buras
- 2021 Alexander M. Poljakow
- 2022 Annette Zippelius
- 2023 Rashid A. Sunyaev